# 2000年夏季奥林匹克运动会游泳比赛 - 女子4 × 200米自由泳接力
2000年夏季奥林匹克运动会女子4 x 200米自由泳接力的决赛于2000年9月19日在澳大利亚悉尼举行。最终，美国游泳队获得了此项比赛的冠军。

## 成绩
| 名次 | 队伍   | 成绩    |
| ---- | ------ | ------- |
|      | 美国 · | 7:57.80 |
|      | ·      | 7:58.52 |
|      | 德国   | 7:58.64 |